# Мемар Аджемі-2 (станція метро)
Мемар Аджемі — 2 (азерб. Memar Əcəmi-2) — станція 3-ї лінії Бакинського метрополітену. Відкриття відбулося 19 квітня 2016 року. У складі першої черги третьої лінії, що складається з двох станцій: «Автовокзал» і «Мемар Аджемі — 2».
Конструкція станції — однопрогінна станція з однією острівною платформою. Пересадка на станцію Мемар Аджемі (станція метро). Станція без колійного розвитку.
Вихід у місто — на вулиці Джавадхан і Хусейнбала Алієва.

## Ресурси Інтернету
- http://news.day.az/society/734532.html [Архівовано 17 березня 2016 у Wayback Machine.]

| Попередня станція | Лінія | Лінія   | Лінія | Наступна станція |
| ----------------- | ----- | ------- | ----- | ---------------- |
| Автовокзал        |       | 3 лінія |       | 8 Листопада      |